# Paul Bourotte
Paul Bourotte, né le 4 janvier 1876 à Rhèges et mort le 5 août 1935 à Gagny, est un coureur cycliste français.
Il est mobilisé pendant la Première Guerre mondiale. Il est domicilié 69 rue Saint-Sauveur puis 52 rue du Faubourg-du-Temple à Paris.

## Palmarès
- 1897
  - 2e du championnat de France de demi-fond
  - Championnat des porteurs de journaux

- 1900
  - Courses professionnelles des Jeux olympiques de Paris 1900[2]
    - 2e du 3 000 mètres
    - 3e de la course aux points

  - Championnat des porteurs de journaux

- 1901
  -  Champion de France de demi-fond

- 1902
  - Grand Prix de l'UVF
  - Grand Prix de Buffalo

- 1910
  - Paris-Conches